# Starin (Čađavica)
Starin is een plaats in de gemeente Čađavica in de Kroatische provincie Virovitica-Podravina. De plaats telt 103 inwoners (2001).